# República Socialista Soviética Cazaque
A República Socialista Soviética Cazaque (em cazaque: Қазақ Советтік Социалистік Республикасы; romaniz.: Qazaq Sovettik Socïalïstik Respwblïkası; em russo: Казахская Советская Социалистическая Республика; Kazakhskaya Sovetskaya Sotsialisticheskaya Respublika), também conhecida como Cazaquistão Soviético, foi uma das repúblicas constituintes da União Soviética. Foi criada em 5 de dezembro de 1936, sucedendo à República Socialista Soviética Autônoma Cazaque, que fazia parte da República Socialista Federativa Soviética Russa.
Com 2 717 300 km² de área, era a segunda república mais extensa da União Soviética, atrás apenas da RSFS Russa. Uma das repúblicas da Ásia Central soviética, sua capital era Alma-Ata, tendo sido sucedida pela República do Cazaquistão. Durante sua existência, foi liderada pelo braço cazaque do Partido Comunista da União Soviética.
No dia 25 de outubro de 1990, o Conselho Supremo da RSS Cazaque declarou sua soberania. No ano seguinte, Nursultan Nazarbayev foi eleito presidente do país, cargo no qual permaneceu até 20 de março de 2019.
A RSS Cazaque foi renomeada República do Cazaquistão em 10 de dezembro de 1991, declarando sua independência seis dias depois. Em 26 de dezembro de 1991, a União Soviética foi oficialmente dissolvida. A República do Cazaquistão, sucessora oficial da RSS Cazaque, entrou para a Organização das Nações Unidas no dia 2 de março de 1992. 